# Klasični-komplementni-put C3/C5 konvertaza
Klasični-komplementni-put C3/C5 konvertaza (EC 3.4.21.43, C3 konvertaza, C overbar 42, C4b,2a, C5 konvertaza, C overbar 423, C4b,2a,3b, C42, C5 konvertaza, C423, C4b,2a,3b, komplement C.hivin.4.hivin2, komplement C3 konvertaza) je enzim. Ovaj enzim katalizuje sledeću hemijsku reakciju
Selektivno razlaganje Arg-Ser veze u komplementnoj komponenti C3 alfa-lanca čime se formiaju C3a i C3b, i Arg- veze u komplementnoj komponenti C5 alfa-lanca čime se formiraju C5a i C5b
Ovaj enzim deluje u kompleksu sa komplementnim fragmentima C4b, C2a i C2b.

## Literatura
- Nicholas C. Price; Lewis Stevens (1999). Fundamentals of Enzymology: The Cell and Molecular Biology of Catalytic Proteins (Third изд.). USA: Oxford University Press. ISBN 019850229X.
- Eric J. Toone (2006). Advances in Enzymology and Related Areas of Molecular Biology, Protein Evolution (Volume 75 изд.). Wiley-Interscience. ISBN 0471205036.
- Branden C; Tooze J. Introduction to Protein Structure. New York, NY: Garland Publishing. ISBN 0-8153-2305-0.
- Irwin H. Segel. Enzyme Kinetics: Behavior and Analysis of Rapid Equilibrium and Steady-State Enzyme Systems (Book 44 изд.). Wiley Classics Library. ISBN 0471303097.

## Spoljašnje veze
- Classical-complement-pathway+C3/C5+convertase на 